# Leptopelis ragazzii
Leptopelis ragazzii és una espècie de granota de la família dels hiperòlids que viu a Etiòpia.
Està amenaçada d'extinció per la pèrdua del seu hàbitat natural.